# La carovana della sete
La carovana della sete (The Leopard Woman) è un film muto del 1920 diretto da Wesley Ruggles. La sceneggiatura si basa su The Leopard Woman, romanzo di Stewart Edward White, pubblicato a New York nel 1916. Nel ruolo del titolo, la donna leopardo era interpretata da Louise Glaum, femme fatale del cinema degli anni dieci del Novecento.

## Trama
Scampato ad un attentato alla sua vita, John Culbertson, agente segreto britannico, si trova in Africa, a capo di un safari che deve portarlo dal Bajuma, ai confini del deserto, fino al regno di M'tela. Sulla strada per raggiungere quel regno selvaggio si trova anche Madame, agente segreto di un governo nemico. Madame, con la sua carovana, incrocia quella di Culbertson e la donna è costretta ad accettare l'aiuto del suo avversario, poiché i suoi, rimasti senz'acqua, ormai sono tutti completamente disidratati. Nonostante i suoi propositi bellicosi, la "donna leopardo", come viene soprannominata, si innamora dell'agente inglese. Ma quando lui la respinge, lei ordina a Chaké, il proprio servitore, di ucciderlo. Il tentativo va a vuoto, con sollievo di Madame, ancora innamorata di Culbertson. Questi, però, a causa di una forte esposizione al sole, perde momentaneamente la vista. Lei, allora, fracassa una bottiglietta con un medicinale che potrebbe curarlo, sperando così di costringerlo a ritornare a Bajuma. Benché cieco, Culbertson prosegue nella sua missione e, nel corso del viaggio, si allea con alcune tribù locali. Vinta dall'amore, Madame manda Chaké a prendere il chirurgo militare britannico, così da curare Culbertson che riesce a riacquistare la vista. La rivalità tra i due agenti viene vinta dall'amore.

## Produzione
Il film fu prodotto dalla J. Parker Read Jr. Productions. Delle scene furono girate nel deserto nei pressi di Palm Springs. Secondo notizie dell'epoca, nel cast erano incluse parecchie centinaia di africani, egiziani e altri.

## Distribuzione

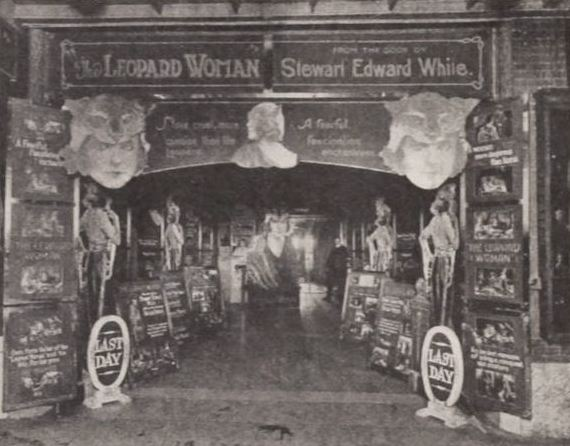
Il film programmato al Rivoli di Portland, nell'Oregon (Exhibitors Herald, 3 dicembre 1921)

Il copyright del film, richiesto da J. Parker Read, Jr., fu registrato il 25 settembre 1920 con il numero LP15583.
Distribuito dalla Associated Producers Inc., il film uscì nelle sale cinematografiche degli Stati Uniti nell'ottobre 1920.
Copie della pellicola, che esiste anche completa, sono conservate negli archivi dell'EmGee Film Library e in collezioni private, negli archivi della Library of Congress di Washington, in quelli dell'UCLA Film and Television Archive di Los Angeles e dell'Academy Film Archive di Beverly Hills.
Il film, rimasterizzato, è stato distribuito negli Stati Uniti in VHS e DVD dalla Grapevine Video. Viene citato nel documentario del 1965 Le dee dell'amore (The Love Goddesses) di Saul J. Turell.